# サウンドロップ
サウンドロップ（SOUNDROP）とは、株式会社バンダイが発売しているカプセルトイ（バンダイではガシャポンという登録商標で販売）である。販売価格は基本的に(発売当初時期は)200円。

## 特徴
サウンドロップは、卵形の形状をしたプラスチック製の外観の中心に円形のボタンがあり、これを押すと内蔵された音声が流れる仕組みになっている玩具のことである。基本的に商品ごとの形状は同一で、外観の際はプラスチックの成型色とスイッチ部分のタンポ印刷の図柄のみとなっており、収録されている音声そのものが売りとなっている。形状ゆえに"サウンドドロップ"という誤記・発音例を見かけることが多い。これまでも同様の仕組みを利用した玩具は数多くあったが、サウンドロップは従来の幼児向け（所謂「はたらくじどうしゃ」の音声など）に加え、後述する有名ゲームやアニメを題材とし、2006年9月末にはシリーズ累計約200万個、2008年6月に2000万個突破を出荷するヒット商品となった。
サウンドロップの第一号は2006年1月発売の「サウンドロップ スーパーマリオブラザーズ」。それ以前には、いわばサウンドロップのプロトタイプとして2004年2月に「サウンドギア」、2005年2月に「ネタカルタキーチェーン〜ワタナベエンターテインメント〜」などが発売されていた。
2008年3月のリリースからは、シリーズタイトルを『サウンドロップコンパクト』と改名。商品サイズを一回り小型化、キーチェーンの素材変更などを行う。サウンドロップのタイトルの出しなおしとともに、新しいタイトルもリリースするというスタンスで販売されていた。
なお、別メーカーの同形式商品との一部混同が見られるが、エポック社の商品は「サウンドポッド」、タカラトミーアーツ（旧：ユージン）社の商品は「サウンドエッグ」という名称である。
元バンダイデザイナーの野中剛は、『炎神戦隊ゴーオンジャー』での炎神ソウルは本商品を参考にしたものであることを証言している。

## ラインナップ
カッコ内は発売時期を指す。特に注記の無い場合、8種類で発売されている。

### サウンドロップ（2006年1月〜2008年2月）
- スーパーマリオブラザーズ（2006年1月）
- ケロロ軍曹（ケロロ軍曹共鳴スイング）（2006年3月）
- ドラゴンボールZ（2006年8月）、2（2007年3月）、3（2007年11月）
- 機動戦士ガンダム（2006年10月）、2 赤い彗星編（2007年5月）、3 青い巨星編（2007年12月）
- なきごえ動物園（2006年10月）
- 萌え-moe-（2006年11月）、2（2007年7月）
- 新世紀エヴァンゲリオン（2006年12月）、Type2（2008年2月） ※デザイン変更
- じどうしゃ大集合（2006年12月）
- あの声〜ウグイス嬢編〜（2007年1月）
- ストリートファイターII（2007年1月）
- New スーパーマリオブラザーズ（2007年2月）
- ポケットモンスター（2007年2月）、2（2007年8月）、3（2007年12月）
- 涼宮ハルヒの憂鬱（2007年4月）
- ナムコクラシックス（2007年4月）
- 鉄道コレクション JR編（2007年4月）
- 〜あの音〜テレビの効果音編（2007年5月）
- きかんしゃトーマス（2007年6月） ※シリーズ初めて6種類での発売
- ルパン三世（2007年6月）、1.5（2008年2月）一部の音声変更
- ウルトラマン（2007年7月）、2（2007年12月）
- ガチャボックス劇場版ポケットモンスター ダイヤモンド&パール ディアルガVSパルキアVSダークライ（2007年7月）[4]
- ガチャピン＆ムック（2007年7月）
- パチスロ炎の大都技研（2007年8月）
- ドラえもん（ドラえもんサウンドラップ）（2007年8月） ※6種類
- Yes!プリキュア5（2007年9月） ※6種類
- BLEACH（2007年9月） ※6種類
- クレヨンしんちゃん（2007年9月）
- 熱血!平成教育学院（2007年10月） ※6種類
- おぼっちゃまくん（2007年10月） ※6種類
- 男萌え（2007年10月） ※6種類
- 仮面ライダー電王〜俺の出番だぜぇ〜（2007年11月） ※5種類
- ゲゲゲの鬼太郎〜おいっ鬼太郎〜（2008年1月） ※6種類
- ゼルダの伝説 夢幻の砂時計（2008年1月） ※6種類
- ぼくらの好きな乗り物スペシャル（2008年2月）[5]

### サウンドロップコンパクト（2008年3月〜2013年12月）
特に注記の無い場合、6種類で発売されている。
200円
- スーパーマリオブラザーズ（2008年3月） ※8種類
- Yes!プリキュア5GoGo!（2008年3月）、2（2008年5月）、3（2008年8月）、4（2008年11月） ※2〜4は8種類
- 機動戦士ガンダム00（2008年3月）、セカンドシーズン（2009年3月）
- ONE PIECE （2008年4月）、2（2008年12月）
- クレヨンしんちゃん 2（2008年4月） ※8種類、1弾[20th]（2011年3月）
- BLEACH 2（2008年4月）、3（2008年10月）
- モンスターハンター（2008年4月）、2（2009年7月）、3（2011年5月）
- ドラゴンボールZ 超BEST（2008年5月）、4（2008年11月） ※共に8種類
- ケロロ軍曹（2008年6月）、2（2009年3月） ※1が8種類
- スーパーマリオギャラクシー（2008年6月） ※8種類
- 仮面ライダーキバ（2008年6月）
- ヱヴァンゲリヲン新劇場版:序（2008年7月）、弐（2008年12月） ※共に8種類
- ポケットモンスター ダイヤモンド&パール BEST（2008年7月）、劇場版幻影の覇者ゾロアーク（2010年9月） ※BESTは8種類、劇場版は2種追加の10種
- 銀魂（2008年7月）、2（2009年7月）、3（2010年1月）、よりぬき銀魂（2010年12月）、銀魂'5（2011年8月）、銀魂'6（2012年6月）、銀魂'7（2012年12月）
- NARUTO -ナルト- 疾風伝（2008年8月） ※8種類
- 炎神戦隊ゴーオンジャー（2008年8月）、2（2008年10月）
- New スーパーマリオブラザーズ（2008年9月） ※8種類
- コードギアス 反逆のルルーシュR2（2008年9月）
- 涼宮ハルヒの音声（2008年10月） ※8種類
- 機動戦士ガンダムアムロ×シャア THE BEST（2008年12月）
- マリオカート Wii（2009年1月） ※8種類
- 仮面ライダー電王（2009年1月） ※5種類
- マクロスF（2009年2月）、劇場版マクロスF 恋離飛翼〜サヨナラノツバサ〜（2011年4月）
- キン肉マン（2009年2月）
- 映画 プリキュアオールスターズDX みんなともだちっ☆奇跡の全員大集合!（2009年3月） ※8種類
- フレッシュプリキュア!（2009年5月）、2（2009年9月） ※共に5種類
- 平成ライダーセレクション（2009年7月） ※5種類
- 侍戦隊シンケンジャー（2009年8月） ※8種類
- ガンダム30周年 宿命のライバル編（2009年8月） ※8種類
- 鋼の錬金術師 FULLMETAL ALCHEMIST（2009年8月）
- ドラゴンボール改（2009年10月） ※5種類
- ちびまる子ちゃん（2010年2月）
- 生息地よしもとムッシーズ（2010年3月）、2弾や!（2010年11月）
- ハートキャッチプリキュア!（2010年4月）、2（2010年11月） ※共に4種類
- ヱヴァンゲリヲン新劇場版:破（2010年5月）、2（2010年7月）、3（2011年1月）、4（2011年6月）、BEST（2012年12月） ※8種
- 戦国BASARA弐 第一幕（2010年8月）、二幕（2010年9月）、参幕（2011年6月）
- Kiramune（2010年9月） ※1弾は200円
- New・スーパーマリオブラザーズ・Wii（2010年12月）、2（2011年3月） ※共に8種類
- ぬらりひょんの孫（2010年12月）
- ポケットモンスター ベストウイッシュ（2011年4月）、2（2011年8月）
- スイートプリキュア♪（2011年4月） ※4種類
- 海賊戦隊ゴーカイジャー（2011年8月） ※8種類
- New スーパーマリオブラザーズ2（13年4月） ※8種類

300円以上
- Kiramune2（2011年7月）、3（2012年3月）  ※2弾は300円、3弾はアニメイト専売で8種、310円
- アイドリング!!!（サウンドロップング!!! IDOLING!!!） SIDE-A（2011年7月）、B（2011年8月） ※各10種、400円
- 光る!! 鳴る!! サウンド＆LED 仮面ライダーフォーゼ（2012年7月） ※300円[6]
- 夏色キセキ（2012年9月） ※300円、7種類
- TIGER&BUNNY（2012年9月） ※8種類、アニメイト専売版350円、[一般販売版]（2012年10月） ※300円
- Fate/Zero（2012年10月） ※300円
- AMNESIA（2013年4月） ※7種類、300円
- ジョジョの奇妙な冒険 The Animation（2013年10月）、2（2013年12月） ※共に300円
- 黒子のバスケ（2013年10月） ※300円
- アンタッチャブル 山崎弘也 ザキヤマ（2013年11月） ※300円
- モンスターハンター4（2013年12月） ※300円
- あつまれ どうぶつの森（2020年11月） ※300円、7種類

### サウンドロップ（コンパクトサイズ・17年11月〜）
名義は「サウンドロップ」だが、商品はコンパクトのサイズ。300円、主に6種類
- スプラトゥーン2（2017年11月）
- 快盗戦隊ルパンレンジャーVS警察戦隊パトレンジャー（2018年7月）
- スター☆トゥインクルプリキュア サウンドロップチャ〜ム（2019年8月） ※5種類
- 仮面ライダーブットバソウル（2019年11月）
- Bラッパーズストリート オナラップ（2020年1月） ※8種類
- 魔進戦隊キラメイジャー（2020年6月） ※5種類
- ヒーリングっど♥プリキュア サウンドロップチャ〜ム（2020年7月） ※5種類
- トロピカル〜ジュ!プリキュア プリキュアサウンドロップチャーム（2021年9月） ※5種類
- ホロライブ ホロのぐらふぃてぃ名場面音声キーホルダー(2024年5月/オンラインで3月先行受注)※500円、5種類[7]
- わんだふるぷりきゅあ!(2024年10月)※400円[8]
- JR山手線サウンドロップ(2024年10月/オンラインで6月先行受注)※500円
- ぼっち・ざ・ろっく(2024年10月)※400円、5種類
- モンスターハンター(2024年11月)※400円
- ジョジョの奇妙な冒険(2024年12月)※500円
- ポケットモンスター(2025年2月)
- ぐるぐるナインティナイン ゴチになります!(2025年3月)※500円

### その他販売形態
- ポケモン ポケットモンスター ブラック・ホワイト「ポケモンセンターオリジナル サウンドロップ レシラム・ゼクロム」（2010年9月）[9]
- 小学館 少年サンデーコミックス「史上最強の弟子ケンイチ/42 サウンドロップ付き限定版!」（2011年4月）[10]
- 小学館 少年サンデーコミックス「史上最強の弟子ケンイチ/43 サウンドロップ付き限定版!」（2011年5月）[10]
- バンダイ サウンドロップコンパクトKiramune（2011年8月）[11]
- サウンドクッション24h 鏑木・T・虎徹（2012年10月受注開始・2013年2月発送開始）[12]
- サウンドクッション24h バーナビー・ブルックス Jr（2012年10月受注開始・2013年2月発送開始）[12]